# 바로보는TV 옴부즈맨
《바로보는TV 옴부즈맨》은 연합뉴스TV에서 매주 일요일 새벽 4시부터 4시 30분까지 방송되는 TV 비평 옴부즈맨 프로그램이다.

## 현재 진행자
- 김승재 아나운서

## 기획의도
- ‘바로보는TV 옴부즈맨’은 시청자들의 다양한 목소리와 참여를 통해 방송의 문제점을 개선하고 시청자들이 필요로 하는 프로그램을 제작할 수 있도록 제작자와 시청자 간의 가교 역할을 한다.

## 경쟁 프로그램
- 탐나는 TV (MBC TV)
- TV비평 시청자데스크 (KBS 1TV)
- 미디어 공감 좋은TV (OBS경인TV)
- 시청자 의회 (JTBC)
- 채널A 시청자 마당 (채널A)
- 열린비평 TV를 말하다 (TV조선)
- 열린TV 열린세상 (MBN)
- YTN 시민데스크 (YTN)
- 미디어 공감 좋은TV (OBS경인TV)
- 클릭 KNN 시청자 세상 (KNN)
- 열린TBC (TBC)
- G1 열린 TV 시청자 세상 (G1방송)